# Diplazium buchtienii
Diplazium buchtienii är en majbräkenväxtart som beskrevs av Eduard Rosenstock.
Diplazium buchtienii ingår i släktet Diplazium och familjen Athyriaceae. Inga underarter finns listade i Catalogue of Life.